# TSPYL2
La proteína 2 similar a la codificada por Y específica de testículo es una proteína que en humanos está codificada por el gen TSPYL2.